# Лэмпти, Нии
Нии Одарти Лэмпти (англ. Nii Odartey Lamptey; 10 декабря 1974, Тема, Гана) — ганский футболист. За свою карьеру с 1990 до 2008 года он играл на позиции нападающего и полузащитника, известен по выступлениям за «Андерлехт», «ПСВ Эйндховен», «Астон Виллу», «Ковентри Сити» и сборную Ганы.
Особенностью карьеры Лэмпти стала нестабильность: он стал известным, будучи ещё подростком, а затем последовала длительная череда неудач, которые весьма негативно отразились на его карьере. История карьеры Лэмпти используется в качестве отрицательного примера для тех, кто прибегает к давлению на молодых игроков, чтобы они были успешными.

## Ранние годы
Нии Лэмпти родился в Теме, а рос в двух крупнейших городах Ганы: Аккре и Кумаси. У него было несчастливое детство, так как его родители игнорировали его и часто прибегали к насилию. Его отец был алкоголиком, часто бил и хлестал его, а иногда тушил о его тело сигареты. Лэмпти часто отказывался ночевать дома и прогуливал школу, находя отраду в футболе. Вскоре он добился успеха в этом виде спорта, несмотря на то, что отец-алкоголик ругал его и оскорблял всякий раз, когда смотрел, как его сын играет в футбол.
Когда Лэмпти было восемь лет, его родители развелись, и его отчим выгнал его из дома. Лэмпти нашёл убежище в мусульманском футбольном лагере и сменил веру с христианства на ислам, чтобы претендовать на вступление. Когда отчим узнал об этом, он обвинил своего приёмного сына в кощунстве и часто ссорился с ним рядом с футбольным лагерем. Но вскоре стало очевидно, что у молодого Лэмпти был талант, и он был взят в молодёжную команду «Янг Корнерс». Он, в конце концов, примирился с отцом, чтобы помочь ему избавиться от алкогольной зависимости, и снова принял христианство в 1997 году.

## Клубная карьера

### Карьера вБенилюксе
Голландский футбольный тренер Аад де Мос подписал контракт с Лэмпти, когда ему было 15 лет, и привёл его в состав бельгийского гранда «Андерлехт» из молодёжной команды «Янг Корнерс» из Аккры, Гана.
В Бельгии были изменены правила возрастных ограничений, чтобы позволить ему дебютировать в 16 лет за «Андерлехт». Лэмпти подписал свой первый контракт с «Андерлехтом» в неполных 16 лет, став самым молодым игроком в истории бельгийской лиги.
В сезоне 1990/91 Лэмпти дебютировал в Кубке УЕФА. «Андерлехт» дошёл до четвертьфинала. После проигрыша на выезде «Роме» со счётом 3:0 «Андерлехт» пытался реабилитироваться перед своими болельщиками, однако уже на 70-й минуте благодаря хет-трику Руди Фёллера «Рома» была впереди. Но далее последовали голы Вима Коимана и Нии Лэмпти, что сократило разрыв до минимума, но на то, чтобы сравнять счёт уже не было времени. «Рома» выиграла со счётом 3:2 (6:2 в итоге).
В сезоне 1991/92 «Андерлехт» прошёл в групповой этап Кубка европейских чемпионов. Соперниками были «Сампдория», «Црвена Звезда» и «Панатинаикос». В последнем матче перед Новым годом против «Црвеной Звезды» Лэмпти сравнял счёт в первом тайме. На 55-й минуте Люк Нилис вывел «Андерлехт» вперёд, однако соперник возобновил паритет и за две минуты до окончания матча вышел вперёд. Игра закончилась со счётом 3:2 в пользу «Црвеной Звезды». В итоге «Андерлехт» занял третье место в группе.
Он быстро зарекомендовал себя как результативный нападающий, радуя зрителей своей хорошей игрой и очевидным талантом, за что был прозван новым Пеле. После двух успешных сезонов с клубом он был продан в ПСВ, где произвёл аналогичное впечатление, доставляя удовольствие болельщикам и специалистам своей игрой. Лэмпти дебютировал в составе ПСВ 5 сентября 1993 года в матче против «Аякса», игра закончилась со счётом 2:0 в пользу амстердамского клуба. Своеобразный реванш за поражение Лэмпти взял 6 февраля 1994 года, когда ПСВ обыграл «Аякс» со счётом 4:1, а Лэмпти сделал первый в карьере дубль.

### «Астон Вилла»
Рон Аткинсон инициировал трансфер Лэмпти в «Астон Виллу» летом 1994 года. Этот шаг стал неожиданностью, так как ПСВ в то время был более успешным клубом, чем «Астон Вилла», и Лэмпти был одним из ключевых игроков ПСВ. Тем не менее, на немецком телевидении Лэмпти напомнил, что, когда он приехал в Европу, он подписал эксклюзивный контракт маркетинга с итальянским агентом. Он думал, что агент будет действовать только в его интересах.

Антонио Кальендо (агент Лэмпти) был теневым персонажем, который обладал правом продажи Лэмпти, как рабовладелец, содержащий рабов. — мнение немецкого агента, которое также поддерживал будущий тренер Лэмпти Отто Пфистер.

Он думал только о том, где бы продать Лэмпти по лучшей цене, он получал приблизительно 25 % от суммы перевода, и поэтому Лэмпти оказался в «Астон Вилле». Лэмпти слишком поздно понял, что эксклюзивный контракт был ловушкой, от которой он не мог сбежать. Дебют за клуб был неубедительным, «Астон Вилла» проиграла «Блэкберн Роверс» со счётом 3:1, 24 сентября 1994 года. Лэмпти не смог произвести впечатление на «Вилла Парк», забив всего три гола, все в матчах Кубка Лиги против «Уиган Атлетик» (один в домашнем матче и два раза в гостях).

### «Ковентри Сити»
После увольнения Аткинсона с поста тренера «Виллы» он взял с собой Лэмпти в свой новый клуб «Ковентри Сити». И опять Лэмпти забивал только в Кубке Лиги: два раза в матче против «Халл Сити» (один раз в домашнем матче и один раз в гостях). 14 октября 1995 года «Ковентри» не пропустил ни одного гола в матче с «Ливерпулем» на «Энфилде», в итоге — безголевая ничья, на этой игре присутствовало 39 тысяч болельщиков. Однако через две недели команда потерпела поражение в матче с «Лидс Юнайтед» со счётом 3:1, Лэмпти провёл на поле 50 минут. Его дальнейшие выступления в «Ковентри» доказали, что стиль игры Лэмпти не подходил для Премьер-лиги, позднее пребывание в Италии было также неудачным. Лэмпти пошёл на сделку с клубом из Серии B, «Венеция». Этот процесс стал началом конца карьеры Лэмпти, и он не смог этому противостоять.

### Поздняя карьера
Лэмпти присоединился к «Венеции» из Италии, а затем переехал в Аргентину. Изначально он хотел играть за клуб, где в своё время выступал Диего Марадона — «Бока Хуниорс», но у «Боки» было слишком много иностранцев в составе, поэтому Лэмпти присоединился к «Унион Санта-Фе». Следующим клубом Лэмпти стал «Анкарагюджю», в чемпионате Турции он провёл 10 матчей и забил один гол в последнем туре первенства в ворота «Алтая», однако его команда проиграла со счётом 3:2.
После неудачного пребывания в «Униан Лейрия» он нанял себе нового агента из Германии, который инициировал его переход в «Гройтер». Тем не менее, Лэмпти и его жене не понравилось в Германии, они были не в силах пережить культурный шок. Лэмпти не был настолько плох, как в предыдущих клубах, и часто выходил на замену. Первый матч в клубе Лэмпти сыграл в рамках кубка Германии 31 июля 1999 года, в том же матче он отличился голом, удвоив преимущество «Гройтера» над «Карл Цейсс», в конечном счёте соперник забил гол престижа, а матч закончился со счётом 2:1. Он дебютировал во Второй Бундеслиге 20 августа в матче против «Кёльна», игра закончилась безголевой ничьей. Через девять дней Лэмпти сделал дубль в чемпионате в матче с «Рот-Вайсс Оберхаузен», итоговый счёт — 3:4. В 2000 году команда одержала несколько крупных побед с участием Лэмпти. 12 марта «Гройтер» обыграл «Штутгартер Кикерс» со счётом 5:1 (Лэмпти забил один гол). 13 августа была одержана победа со счётом 4:1 над «Кемницером». А 1 октября Лэмпти снова забил уже в ворота «Алемания Ахен», его команда выиграла со счётом 3:0. 22 апреля 2001 года Лэмпти вместе с клубом одержал самую большую победу в карьере над «Штутгартер Кикерс» со счётом 5:0. Однако он оказался слишком хрупким для грубой Второй Бундеслиги. Лэмпти вскоре переехал в Азию.
Лэмпти присоединился к китайскому «Шаньдун Лунэн». 8 июля 2001 года Лэмпти забил первый гол в Китае, открыв счёт в матче с «Ляонин Хувин», его команда выиграла со счётом 3:1. Через неделю Лэмпти сделал первый дубль в поднебесной, забив по голу на первых и последних минутах в ворота столичного «Бэйцзин Гоань», кроме Лэмпти, в том матче никто не забивал. 25 ноября «Шаньдун Лунэн» обыграл «Сычуань Гуаньчэн» со счётом 4:2, Лэмпти отличился голом на 62-й минуте. 9 декабря его команда с аналогичным счётом обыграла «Баи», на этот раз гол Лэмпти установил окончательный результат. По итогам сезона его команда заняла 6-е место. В сезоне 2002 года Лэмпти забил свой первый гол 13 апреля, удвоив на последних минутах преимущество своей команды над «Шанхай Шэньхуа». 31 августа Лэмпти забил уже в ворота другого шанхайского клуба, «Гуйчжоу Жэньхэ», чем удвоил преимущество своей команды. В данном сезоне «Шаньдун Лунэн» поднялся на две позиции и стал четвёртым. Он описал своё пребывание в Китае как самое счастливое время в его жизни, наконец он был снова принят болельщиками и специалистами. Затем он перешёл в «Аль-Наср Дубай», а позже обратно вернулся в Гану, в «Асанте Котоко».
Лэмпти заявил, что несмотря ни на что, он не чувствует себя проигравшим. Он также основал школу, которая носит его имя и является его гордостью. Помня своё неблагополучное детство, он хотел, чтобы другие дети были счастливы и готовы к жизни в обществе. В 2008 году в его школу ходили почти 400 учеников.
5 марта 2007 года Лэмпти подписал контракт с южноафриканской командой «Джомо Космос», где играл до 1 декабря 2007 года. После окончания карьеры Лэмпти занялся разведением пород крупного рогатого скота на ферме на окраине города Аккра.

## Карьера в сборных

### Молодёжные сборные
На международных соревнованиях Лэмпти начал представлять свою страну в 1989 году на юношеском чемпионате мира, где его сборная не вышла из группы, сыграв вничью с Шотландией и Кубой и проиграв Бахрейну. Лэмпти впервые начал привлекать внимание мировой футбольной общественности в 1991 году, когда он привёл юношескую сборную Ганы, известную как «Чёрные звёздочки», к победе на чемпионате мира. Он стал лучшим игроком турнира, получив Золотой мяч первенства, он обошёл аргентинцев Хуана Себастьяна Верона и Марсело Гальярдо и итальянца Алессандро Дель Пьеро. Впоследствии он стал известен как новый Пеле. Он забил четыре гола в этом турнире.
Золотой мяч мог быть выдан только одному из игроков сборной Ганы, которая выиграла турнир, так и случилось, Лэмпти получил особый сувенир на итальянском мундиале. Он был лидером достаточно хорошей команды. Его скорость, быстрота мышления и сыгранность с товарищами по команде (капитаном Алексом Опоку и коллегами по полузащите Мохаммедом Гарго и Эммануэлем Дуа) были замечены мировым футбольным сообществом. Его желание играть поближе к штрафной площади соперника помогло ему забить четыре гола, что сделало его лучшим бомбардиром турнира.
В знак признания его игры на юношеском чемпионате мира он в 1991 году занял пятое место в списке лучших африканских футболистов года. Позже Лэмпти перешёл в молодёжную сборную Ганы, известную как «Чёрные спутники», с которой выиграл Кубок африканских наций (до 20 лет), а затем проиграл Бразилии в финале молодёжного чемпионата мира в Австралии. Несмотря на то, что Гана открыла счёт, во втором тайме Бразилия отыгралась и за две минуты до конца матча вышла вперёд, итоговый счёт 2:1. Он также забил в матче против Португалии, который Гана выиграла со счётом 2:0. Летом 1992 года молодой Нии Лэмпти в составе Ганы занял третье место на летних Олимпийских играх 1992 года в Барселоне. Гана, которая была самой молодой командой в турнире (средний возраст команды составлял 18,8 лет), удивила футбольную общественность, став бронзовым призёром и первой африканской сборной, получившей медаль. В матче за 3-е место Гана с минимальным счётом обыграла Австралию, единственный гол забил Айзек Асаре. Лэмпти таким образом приводил Гану к успеху во всех молодёжных международных турнирах, в которых он играл.

### Основная сборная
В 16 лет Нии Лэмпти забил в своём дебютном международном матче за основную сборную в отборе на Кубок африканских наций, на 43-й минуте в домашнем матче против Того. Гана выиграла матч со счётом 2:0. Он стал регулярным игроком сборной, и его хорошее выступление помогло ему закрепиться в основе «Чёрных звёзд», он образовал сильную атакующую связку с капитаном команды Абеди Пеле и нападающим Тони Йебоа. Гана проиграла в финале Кубка африканских наций 1992 (проходил в Сенегале) Кот-д’Ивуару в серии пенальти со счётом 11:10, хотя Лэмпти реализовал свой удар. Таким образом он сыграл в финале Кубка африканских наций в 17 лет. Он продолжал выступать за сборную на высоком уровне в столь юном возрасте, играя с тех пор во всех международных матчах Ганы.
Последний матч в финальной части международных турниров он сыграл 31 января 1996 года в полуфинале Кубка африканских наций, соперником была ЮАР, однако Лэмпти был удалён с поля, а его команда проиграла со счётом 3:0. «Чёрные звёзды» заняли четвёртое место, проиграв Замбии в матче за 3-е место без дисквалифицированного Лэмпти. Его последний матч за Гану закончился поражением со счётом 8:2 Бразилии в Сан-Жозе-ду-Риу-Прету, 27 марта 1996 года. Это был товарищеский матч в рамках подготовки к летним Олимпийским играм 1996 года. Многие эксперты полагают, что многочисленные перелёты в Африку и обратно на международные матчи завели в тупик его карьеру на клубном уровне. Его карьера позже пошла на спад.

### Матчи за сборные
| Матчи и голы Лэмпти за сборные Ганы под эгидой ФИФА | Матчи и голы Лэмпти за сборные Ганы под эгидой ФИФА | Матчи и голы Лэмпти за сборные Ганы под эгидой ФИФА | Матчи и голы Лэмпти за сборные Ганы под эгидой ФИФА | Матчи и голы Лэмпти за сборные Ганы под эгидой ФИФА | Матчи и голы Лэмпти за сборные Ганы под эгидой ФИФА | Матчи и голы Лэмпти за сборные Ганы под эгидой ФИФА |
| --------------------------------------------------- | --------------------------------------------------- | --------------------------------------------------- | --------------------------------------------------- | --------------------------------------------------- | --------------------------------------------------- | --------------------------------------------------- |
| №                                                   | Дата                                                | Соперник                                            | Счёт                                                | Голы Лэмпти                                         | Соревнование                                        |                                                     |
| 1                                                   | 10 июня 1989                                        | Шотландия                                           | 0:0                                                 | −                                                   | Чемпионат мира 1989 (до 17)                         |                                                     |
| 2                                                   | 12 июня 1989                                        | Бахрейн                                             | 0:1                                                 | −                                                   | Чемпионат мира 1989 (до 17)                         |                                                     |
| 3                                                   | 14 июня 1989                                        | Куба                                                | 2:2                                                 | −                                                   | Чемпионат мира 1989 (до 17)                         |                                                     |
| 4                                                   | 17 августа 1991                                     | Куба                                                | 2:1                                                 | 2                                                   | Чемпионат мира 1991 (до 17)                         |                                                     |
| 5                                                   | 20 августа 1991                                     | Уругвай                                             | 2:0                                                 | 1                                                   | Чемпионат мира 1991 (до 17)                         |                                                     |
| 6                                                   | 22 августа 1991                                     | Испания                                             | 1:1                                                 | -                                                   | Чемпионат мира 1991 (до 17)                         |                                                     |
| 7                                                   | 25 августа 1991                                     | Бразилия                                            | 2:1                                                 | 1                                                   | Чемпионат мира 1991 (до 17)                         |                                                     |
| 8                                                   | 28 августа 1991                                     | Катар                                               | 0:0                                                 | -                                                   | Чемпионат мира 1991 (до 17)                         |                                                     |
| 9                                                   | 31 августа 1991                                     | Испания                                             | 1:0                                                 | -                                                   | Чемпионат мира 1991 (до 17)                         |                                                     |
| 10                                                  | 26 июля 1992                                        | Австралия                                           | 3:1                                                 | -                                                   | Олимпийские игры 1992                               |                                                     |
| 11                                                  | 28 июля 1992                                        | Дания                                               | 0:0                                                 | -                                                   | Олимпийские игры 1992                               |                                                     |
| 12                                                  | 30 июля 1992                                        | Мексика                                             | 1:1                                                 | -                                                   | Олимпийские игры 1992                               |                                                     |
| 13                                                  | 2 августа 1992                                      | Парагвай                                            | 4:2                                                 | -                                                   | Олимпийские игры 1992                               |                                                     |
| 14                                                  | 5 августа 1992                                      | Испания                                             | 0:2                                                 | -                                                   | Олимпийские игры 1992                               |                                                     |
| 15                                                  | 7 августа 1992                                      | Австралия                                           | 1:0                                                 | -                                                   | Олимпийские игры 1992                               |                                                     |
| 16                                                  | 31 января 1993                                      | Бурунди                                             | 1:0                                                 | -                                                   | Квалификация к ЧМ-1994                              |                                                     |
| 17                                                  | 6 марта 1993                                        | Уругвай                                             | 1:1                                                 | -                                                   | Чемпионат мира 1993 (до 20)                         |                                                     |
| 18                                                  | 9 марта 1993                                        | Германия                                            | 2:2                                                 | -                                                   | Чемпионат мира 1993 (до 20)                         |                                                     |
| 19                                                  | 11 марта 1993                                       | Португалия                                          | 2:0                                                 | 1                                                   | Чемпионат мира 1993 (до 20)                         |                                                     |
| 20                                                  | 13 марта 1993                                       | Россия                                              | 3:0                                                 | -                                                   | Чемпионат мира 1993 (до 20)                         |                                                     |
| 21                                                  | 17 марта 1993                                       | Англия                                              | 2:1                                                 | -                                                   | Чемпионат мира 1993 (до 20)                         |                                                     |
| 22                                                  | 20 марта 1993                                       | Бразилия                                            | 1:2                                                 | -                                                   | Чемпионат мира 1993 (до 20)                         |                                                     |

Итого: 22 матча / 5 голов; 12 побед, 7 ничьих, 3 поражения.

## Статистика выступлений
| Сезон     | Клуб             | Страна     | Матчи | Голы |
| --------- | ---------------- | ---------- | ----- | ---- |
| мол.      | Янг Корнерс      | Гана       | ?     | ?    |
| 1990/91   | Андерлехт        | Бельгия    | 14    | 7    |
| 1991/92   | Андерлехт        | Бельгия    | 15+4  | 2+1  |
| 1992/93   | Андерлехт        | Бельгия    | 1     | 0    |
| 1993/94   | ПСВ              | Нидерланды | 22    | 10   |
| 1994/95   | Астон Вилла      | Англия     | 6     | 0    |
| 1995/96   | Ковентри Сити    | Англия     | 6     | 0    |
| 1996/97   | Венеция          | Италия     | 5     | 0    |
| 1997      | Унион (Санта-Фе) | Аргентина  | 6     | 0    |
| 1997/98   | Анкарагюджю      | Турция     | 10    | 1    |
| 1998/99   | Униан Лейрия     | Португалия | 7     | 0    |
| 1999/2000 | Гройтер          | Германия   | 22+3  | 4+1  |
| 2000/01   | Гройтер          | Германия   | 14+2  | 1+0  |
| 2001      | Шаньдун Лунэн    | Китай      | 18    | 5    |
| 2002      | Шаньдун Лунэн    | Китай      | 19    | 2    |
| 2003/04   | Аль-Наср (Дубай) | ОАЭ        | ?     | ?    |
| 2005/06   | Асанте Котоко    | Гана       | ?     | ?    |
| 2006/08   | Джомо Космос     | ЮАР        | ?     | ?    |

## Стиль игры
Нии Лэмпти отличался высокой скоростью, быстротой мышления и умением создавать сыгранные связки, что особенно проявилось в матчах за сборную. В молодёжной команде он был в тандеме с капитаном Алексом Опоку и полузащитниками Мохаммедом Гарго и Эммануэлем Дуа, в основной сборной сыгрался с Абеди Пеле и Тони Йебоа. Его игру сравнивали с игрой бразильской звезды, Пеле. 
Лэмпти — мой истинный преемник.Пеле
 После удачных выступлений Лэмпти за молодёжные команды скаут «Селтика» Ник Норурер, который занимался селекцией африканских футболистов, описал его игру так: 
Он был очень хорошим, фантастическим игроком.
 Однако Лэмпти, будучи техничным футболистом, оказался не готов к силовому английскому футболу и грубой Второй Бундеслиге.

## Тренерская карьера
19 февраля 2009 года он подписал контракт на должность помощника главного тренера «Элевен Уайз», здесь он работал с новым главным тренером Чарльзом Аконнором. В сезоне 2009/10 клуб занял 16-е место в чемпионате Ганы. После назначения Аконнора техническим директором клуба Лэмпти стал ассистентом Ханса-Дитера Шмидта, нового главного тренера. Лэмпти создал свою собственную академию в 2010 году под названием «Глоу Лэмп Соккер Академи», позднее она была переименована в «Голден Лайнонс Академи» после присоединения к амбициозному всеафриканскому проекту футбольной академии «ЛайонШейр» в июне 2011 года.
С февраля по декабрь 2021 года был главным тренером клуба Эльмина Шаркс.

## Достижения

### Командные
«Андерлехт»
- Чемпионат Бельгии: 1990/91, 1992/93

Сборная Ганы
- Чемпионат мира (юнош.): 1991
- Летние Олимпийские игры (3-е место): 1992
- Кубок африканских наций (мол.): 1993

### Личные
- Золотой мяч юношеского чемпионата мира: 1991
- Футболист года в Африке (5-е место): 1991

## Личная жизнь
В 1993 году Нии Лэмпти женился на Глории Аппиа, однако в своё время его родственники были против брака: Лэмпти был представителем народа га, его жена — фанти. У пары было пятеро детей, трое из которых умерли от респираторных заболеваний. В Аргентине его жена родила третьего ребёнка, Диего, названного в честь Марадоны. Но вскоре Диего серьёзно заболел. Врачи Буэнос-Айреса два с половиной месяца боролись за жизнь мальчика, однако Диего умер. Большим эмоциональным ударом был также тот факт, что Лэмпти хотел похоронить своего сына в Гане, но ему отказали власти. Лэмпти впал в депрессию и временно отказался от футбола. Его новорождённая дочка Лиза тоже умерла вскоре после рождения. Помимо этого, тест ДНК показал, что Лэмпти не был биологическим отцом оставшихся троих детей, и он развёлся. Аппиа подала в суд, требуя 50 % его активов при разводе, включая проживание в квартире пары в Ист-Легоне, но судья отказал ей. В 2016 году Лэмпти женился на актрисе и модели Рувейде Якуба, у пары двое детей.
В Германии его нередко игнорировали немецкие коллеги, и однажды товарищ по команде отказался спать с ним в одной комнате отеля. С начала сезона 2012/13 группа болельщиков «Ковентри Сити» запустила проект под названием «Шоу Нии Лэмпти» в честь своего бывшего игрока. Первый эпизод вышел 16 августа 2012 года, обсуждался вылет из Чемпионшипа и надежды на новый сезон, также участники шоу дискутировали о том, кого можно назвать лицом клуба. Через десять дней вышел особый выпуск, посвящённый увольнению главного тренера клуба Энди Торна. В августе 2015 года число эпизодов перешло за сотню.